# Debinha
Débora Cristiane de Oliveira  (også kendt som Debinha Miri; født 20. oktober 1991) er en kvindelig brasiliansk fodboldspiller, der spiller som midtbane/angriber for amerikanske North Carolina Courage i National Women's Soccer League og Brasiliens kvindefodboldlandshold, siden 2011.
Hun har tidligere spillet i norske Avaldsnes IL og kinesiske Dalian Quanjian, men hun har mest spillet i hjemlandet for diverse topklubber. Hun skiftede i 2017, til den amerikanske topklub North Carolina Courage i NWSL.
Hun fik landsholdsdebut for Brasilien, ved Pan American Games 2011 i Guadalajara. Hun blev udtaget som reserve til Sommer-OL 2012 i London.